# Костадин Марунчев
Костадин (Коце) Хаджипопов Марунчев е български зограф от Българското възраждане, представител на Банската художествена школа.

## Биография
Роден е през 1866 година в разложкото село Банско. Учи при Димитър Сирлещов, Михалко Голев и Симеон Молеров. Марунчев не работи самостоятелно, а е помощник големите бански майстори. Към края на живота си престава да се занимава с живопис и започва да рисува декоративни украси за сандъци, които се отличават със своята свежест и колорит. Умира в Банско през 1932 година.
- Стенописи от „Свети Димитър“, 1909 – 1910 г.
- Стенописи
- Ктиторският надпис
- Страшният съд
- Христос Вседържител на касетирания таван